# Dos Ríos, Veracruz
Dos Ríos är en ort i Mexiko.   Den ligger i kommunen Emiliano Zapata och delstaten Veracruz, i den sydöstra delen av landet, 240 km öster om huvudstaden Mexico City. Dos Ríos ligger 937 meter över havet och antalet invånare är 1 307.
Terrängen runt Dos Ríos är huvudsakligen kuperad, men den allra närmaste omgivningen är platt. Terrängen runt Dos Ríos sluttar österut. Runt Dos Ríos är det ganska tätbefolkat, med 120 invånare per kvadratkilometer. Närmaste större samhälle är Xalapa, 13,3 km väster om Dos Ríos. Omgivningarna runt Dos Ríos är en mosaik av jordbruksmark och naturlig växtlighet.